# عنبر (اسم)
عنبر هو اسم علم مذكر ومؤنث من أصل عربي، ومعناه هو والعنبر العطر الطيب؛ قيل يستخرج من حوت بحري ضخم ذي أسنان فيسمونه حوت العنبروالعنبر الزعفرانالترس لأنه يصنع من جلد الحوت المذكوروبعض العامة تلفظه بالميم «عمبر» وعنبر العطر هو المقصودأما عنبر (المخزن) فهو فارسي أصله «أنبار» وليس المقصود بالتسمية وهو اسم ؛ العنبر بن عمرو جد شاعر أولاده بنو العنبر.

## شخصيات تحمل الاسم
- عنبر الدوسري (31 يوليو 1970 – )
- عنبر بشير (لاعب كرة قدم قطري)
- عنبر سعيد (لاعب كرة قدم كويتي)

## وصلات خارجية
- موسوعة السلطان قابوس لأسماء العرب نسخة محفوظة 5 أبريل 2019 على موقع واي باك مشين.